# Mozaika (seriál)
Mozaika je šestnáctidílný seriál režisérek Jasminy Blaževic a Lenky Wimmerové z roku 2024, který vyrobila produkční společnost Lucky Man Pictures pro Voyo a TV Nova. Autorkou scénáře je Alice Nellis. Kreativní producentkou Voyo Iva K. Jestřábová a producenty Lucky Man Pictures jsou Daria Špačková a David Ondříček.
V hlavních rolích hrají Taťjána Medvecká a Karel Heřmánek. Dále hrají David Máj, Martha Issová, Kristýna Ryška, Marek Adamczyk, Jan Nedbal, Tomáš Drápela, Eva Podzimková, Ondřej Malý, Sabina Remundová, Zuzana Mauréry, Václav Kopta, Sophie Šporclová, František Randýsek a další.
Seriál měl premiéru na Voyo 11. června 2024. Od 28. února 2025 je premiérově vysílán na TV Nova.

## Děj
Seriál vypráví o velké, na první pohled vzorové rodině. Tou otřese náhlé oznámení rodičů (Taťjána Medvecká a Karel Heřmánek), že jdou od sebe. Ještě předtím, než se jejich cesty rozejdou, ale musí sami sebe najít. Ovšem každý zvlášť.

## Obsazení
| Karel Heřmánek     | Jindřich Jirsa                                    |
| Taťjana Medvecká   | Helena Jirsová - manželka Jindřicha               |
| David Máj          | Richard Jirsa - adoptovaný syn Jindřicha a Heleny |
| Marek Adamczyk     | David Jirsa - adoptovaný syn Jindřicha a Heleny   |
| Jan Nedbal         | Michal Jirsa - syn Jindřicha a Heleny             |
| Eva Podzimková     | Madla Jirsová - dcera Jindřicha a Heleny          |
| Martha Issová      | Běla Jirsová - manželka Richarda                  |
| Kristýna Ryška     | Lucie Jirsová - manželka Davida                   |
| Jonáš Theimer      | Antonín Jirsa - syn Davida a Lucie                |
| Sophia Šporclová   | Anna Jirsová - dcera Davida a Lucie               |
| Evelína Kulhánková | Adéla Jirsová - dcera Davida a Lucie              |
| Tomáš Drápela      | Vojtěch Rychetský, partner Michala                |
| František Randýsek | František Exner - partner Madly                   |
| Zuzana Mauréry     | Jaroslava Jourová - sousedka                      |

## Seznam dílů
1. Přineseniny
2. Rodiče
3. Velké stěhování
4. Mezipatra
5. Jinak
6. Nálezy a ztráty
7. Nové začátky
8. Nablízko
9. Překvapení
10. Tajemství
11. Tátové
12. Pozvání
13. Bio nebo nebio
14. Šachmat
15. Dvojčata
16. Velká rodina